# Desetkanje
Desetkanje (tudi decimiranje) je bila v rimski vojski ena najhujših kazni. Uporabljali so jo le ob najhujših prekrških, npr. pri pobegu legije iz bitke. Poveljnik je postrojil vojake v vrsto in vsakega desetega obglavil.